# Municipio de San Nicolás de los Garza
El municipio de San Nicolás de los Garza es uno de los 51 municipios del estado mexicano de Nuevo León. Colinda al norte con Apodaca y General Escobedo, al sur con Monterrey y Guadalupe. Constituye por sí mismo uno de los 51 municipios en que se encuentra dividido el estado y forma parte de la Zona Metropolitana de Monterrey. Cuenta con una población de 443 031 habitantes.

## Geografía
El municipio de San Nicolás de los Garza se encuentra situado a los 25°46' de latitud norte y 100° y 17' de longitud oeste, su cabecera municipal se ubica a una altitud de 512 m s. n. m., dentro de la gran llanura esteparia del noreste de México, limita con General Escobedo, Apodaca, Monterrey y Guadalupe. El municipio tiene 86,8 km² de territorio, en el estado es el tercer municipio más pequeño y el más densamente poblado.

### Orografía
La única elevación importante en San Nicolás, es el Cerro del Topo Chico, ubicado al oeste del municipio en el límite con el municipio de Monterrey. Tiene una altitud de 1175 m s. n. m.

### Hidrografía
En época de lluvias se forman corrientes de agua en los arroyos Topo Chico, Conductores, Talaverna y Peña Guerra. Al arroyo topo chico, anteriormente se unían las aguas de los manantiales del cerro del topo chico y el ojo de agua que existía a un lado de las colonias Cuauhtémoc.

### Clima
El clima es seco estepario cálido extremoso, el clima varía desde temperaturas extremadamente altas, hasta bajar a temperaturas frías, todo en un mismo día. Las lluvias se registran por lo general a fines de verano, primavera, otoño, principios y durante el invierno.

### Flora
La vegetación que predomina en San Nicolás es la esteparia arbustiva con ejemplares como el mezquite, chaparro prieto, huizache, nopal y grangeno.

## Historia
San Nicolás de los Garza se fundó el 5 de febrero de 1597. Los pobladores originarios eran nómadas.
El primer nombre de este lugar fue el de la Estancia Díaz de Berlanga. San Nicolás se fundó inmediatamente después de Monterrey, cuando Don Diego de Montemayor cedió estas tierras a su escribano, Don Diego Díaz de Berlanga, a Don Pedro de Iñigo, a Don Domingo Manuel y a Don Pedro de la Garza, así como a sus descendientes. Los integrantes de estas familias deben ser considerados como los primeros pobladores de San Nicolás de los Garza. Don Diego Díaz de Berlanga, fue quien redactó el acta de fundación de la ciudad de Monterrey y autorizó junto a don Diego de Montemayor solares y tierras de labor a los primeros pobladores; por lo que el 5 de febrero de 1597, fue hecha la merced de las tierras del Norte de la ciudad, donde tuvo su origen esta población.
Al morir Don Diego Díaz de Berlanga, le dejó la propiedad de estas tierras a su esposa doña Mariana. En el año de 1634, doña Mariana Díaz, viuda de Berlanga, le vende a Don Pedro de la Garza las estancias que le dejó su esposo. A partir de esa fecha este lugar se conocía como la estancia de Pedro de la Garza o estancia de San Nicolás de los Garza.
A principios de 1639 muere trágicamente don Pedro de la Garza quedando su estancia bajo la administración de su viuda doña Inés Rodríguez y sus dos hijos varones Pedro el Mozo, y José quienes ampliaron la propiedad al obtener nueva merced de tierras del entonces Gobernador don Martín de Zavala.
En 1830 fue elevada a la categoría de Villa con el nombre de “San Nicolás de los Garza”, en honor al Santo Patrono de este pueblo. Y ya más recientemente, concretamente el 12 de mayo de 1970, se le concedió el título de Ciudad. Sin embargo, mucho antes de ser una villa o ciudad, la propiedad fue conocida como San Nicolás de los Garza, pues los colonos empezaron a honrar a San Nicolás de Tolentino. De este modo, el nombre se formó con la advocación religiosa y el apellido de los propietarios.
El procedimiento regular para elevar a la categoría de villa iniciaba cuando la propia población interesada hacía la solicitud correspondiente una vez que se cubrían ciertos requisitos, como contabilizar más de mil habitantes y tener solvencia para costear no solo su operación con base en su producción, sino también la construcción de su iglesia, su palacio municipal y su cárcel.
Una de los barrios del centro de San Nicolás que destaca por su historia en los 1900´s es el del Rey de Copas, nombre adquirido por la existencia del comercio del mismo nombre, siendo su propietario Don Bernardo Fernández Lozano y atendido por él y la familia Fernández Cantú. A la fecha se encuentra aún la construcción en donde se ubicaba este comercio, construcción fechada en 20 de enero de 1881, ésta se encuentra habitada por su nieta Teresa Amabelly Fernández Ibarra. En El Rey de Copas se realizaba el registro de las personas que viajarían de la Villa de San Nicolás a la Ciudad de Monterrey.

### Iglesia de San Nicolás de Tolentino
Al elegir a San Nicolás de Tolentino como su Santo Patrón, le dedicaron la capilla que, por obligación, cada beneficiario de tierras mercedadas debía construir en su propiedad con el fin de civilizar y evangelizar a los indios que les eran encomendados. Empezó a erigirse apenas en 1836, el año en que se realizó la primera elección municipal, pero no fue concluido sino hasta 1857.
El 26 de mayo de 1900, la viceparroquia pasó al curato de la Santísima Trinidad, pero cerró luego de ser saqueada en 1914 por los carrancistas durante la Revolución Mexicana, por lo que a lo largo de 36 años no albergó actividad religiosa. Fue reabierta en septiembre de 1950 con un deterioro y en 1962, el padre el Benjamín García asumió el reto de construir un nuevo templo al lado de la capilla.
La obra inició el 20 de noviembre de 1968, y para 1973 ya estaba concluida.

### Palacio Municipal
El antiguo palacio municipal de San Nicolás de los Garza estaba emplazado en el mismo terreno que el actual, ubicado en las calles de Hidalgo y Juárez, frente a la Plaza Bernardo Reyes. Ahí estaban concentrados también la cárcel municipal y el juzgado, lo mismo que la escuela oficial de niños y el Teatro Independencia.
Durante la gestión municipal de Francisco Cantú Treviño en 1929 se añadió una torre y un reloj que había sido importado de Alemania, con un costo de tres mil pesos. En este mismo período de gobierno se ubicó en el Palacio Municipal el primer teléfono del municipio.
En 1946 el alcalde Ricardo A. Elizondo hizo el primer intento por cambiar la fisonomía del Palacio Municipal, acorde al desarrollo que iba adquiriendo la municipalidad. Sin embargo, con el paso de los años, el edificio se volvió disfuncional para desempeñar las actividades de gobierno y fue demolido durante la administración de Gerardo Martínez como alcalde (1967-1969). Correspondió al alcalde Leonel Treviño Botello construir el nuevo Palacio Municipal durante la gestión 1970 durante un año. El nuevo Palacio Municipal tuvo un costo de 2 millones de pesos, y fue inaugurado el 16 de agosto de 1971 por el gobernador Luis M. Farías.
En enero del 2016 el alcalde Víctor Fuentes Solís anunció el deseo de tener mayor accesibilidad universal para personas con discapacidad, por lo que se incrementarán los espacios adecuados para este sector de la población. Fuentes Solís explicó la construcción de un andador de 50 kilómetros, de los cuales ya se construyeron los primeros 10 kilómetros con un ancho de tres metros, con el fin de conectar los principales puntos comerciales, culturales, recreativos y deportivos al mejorar también la movilidad peatonal y sustentable.
La inversión de la remodelación interna y externa del palacio municipal es de 20 millones de pesos, la cual consiste de la ampliación de las banquetas, las cuales ahora miden cuatro metros de ancho y cuentan con accesibilidad universal, con rampas y áreas especiales para personas con discapacidad y con una guía táctil para personas con discapacidad visual.
La remodelación que se terminó el septiembre de 2016 también incluyó alrededor del palacio municipal la siembra de árboles grandes; cinco encinos roble de cuatro pulgadas de diámetro y seis metros de altura y dos de seis pulgadas y nueve metros de altura.

### Presidentes municipales[8]
| Gestión   | Alcalde                            | Partido político |
| --------- | ---------------------------------- | ---------------- |
| 1969-1971 | Leonelo Treviño Botello            |                  |
| 1971-1973 | Carlos Gómez Rodríguez             |                  |
| 1973-1976 | Luis Jesús Prieto González         | PAN              |
| 1976-1979 | Jesús Hinojosa Tijerina            | PAN              |
| 1979-1982 | Ricardo Canavati Tafich            | PRI              |
| 1982-1985 | Rogelio Villarreal Garza           | PRI              |
| 1985-1988 | Roberto Campos Alonso              | PRI              |
| 1988-1991 | Juan Ángel Ochoa Sáenz             | PRI              |
| 1991-1994 | Jesús Hinojosa Tijerina            | PAN              |
| 1994      | José Luis Garduño (interino)       | PAN              |
| 1994-1997 | Adalberto Núñez Ramos              | PAN              |
| 1997-2000 | Jorge Luis Hinojosa Moreno         | PAN              |
| 2000-2003 | Fernando Larrazábal Bretón         | PAN              |
| 2003-2006 | Miguel Ángel García Domínguez      | PAN              |
| 2006      | Carlos de la Fuente Flores         | PAN              |
| 2006-2009 | Zeferino Salgado Almaguer          | PAN              |
| 2009-2012 | Carlos de la Fuente Flores         | PAN              |
| 2012-2015 | Pedro Salgado Almaguer             | PAN              |
| 2015-2018 | Víctor Fuentes Solís               | PAN              |
| 2018      | Alfredo Cuadra Tinajero (interino) | PAN              |
| 2018-2021 | Zeferino Salgado Almaguer          | PAN              |
| 2021-2024 | Daniel Carrillo Martínez           | PAN              |
| 2024-2027 | Daniel Carrillo Martínez           | PAN              |

## Desarrollo

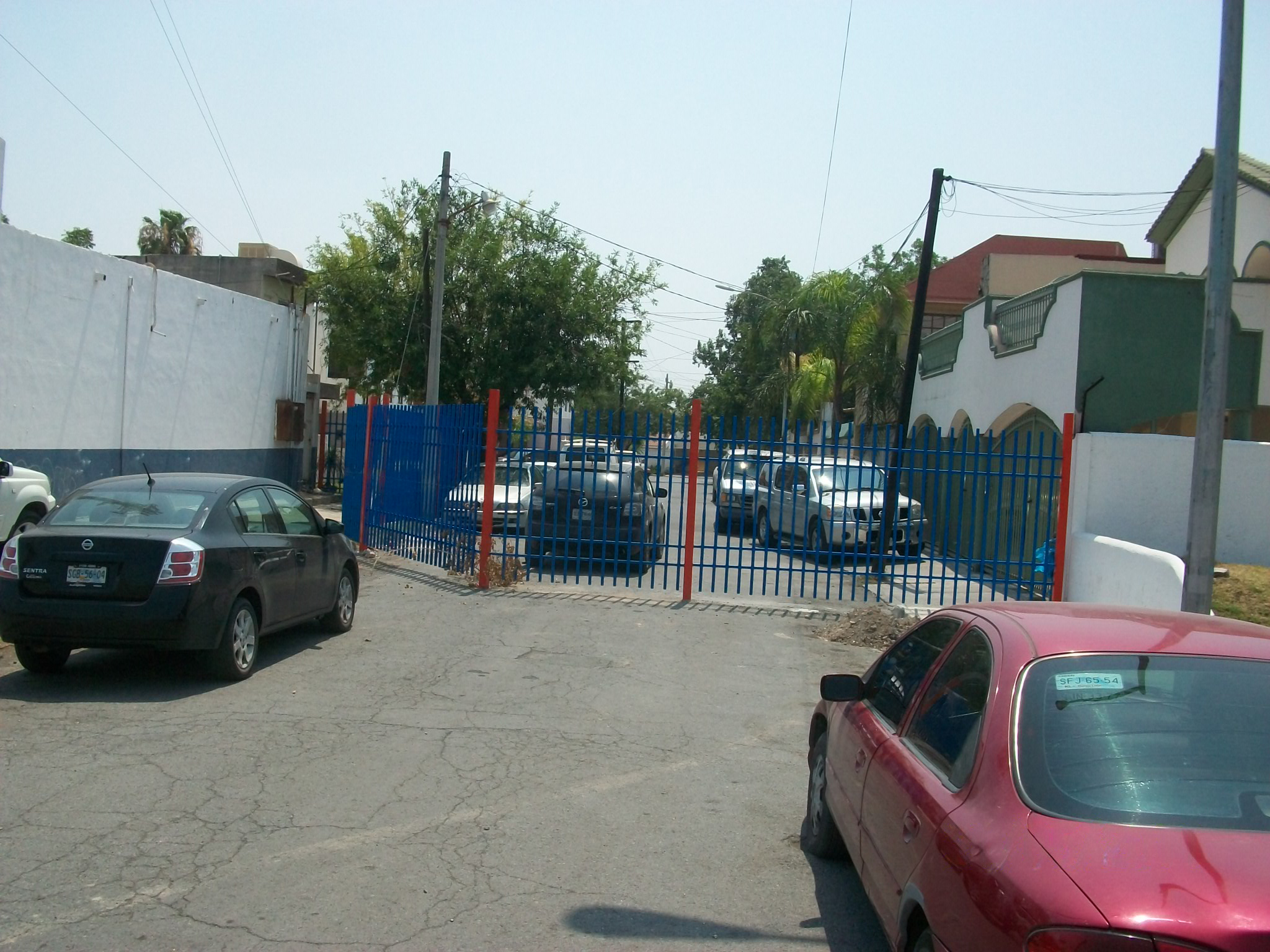
Típica calle de San Nicolás.

### Desarrollo industrial
En la primera parte del siglo XX, varias compañías importantes de México construyeron fábricas en el municipio, por lo que San Nicolás un notable centro industrial. Empresas como Cemex (cemento), Vitro (vidrio), Peñoles e Hylsa (acero) son conocidas por sus grandes instalaciones en la ciudad. Las primeras industrias se establecieron en Monterrey hacia finales del siglo XIX, aunque durante la primera parte del siglo XX se construyeron fábricas en el municipio de San Nicolás, ya que es un punto geográfico para tomarse en cuenta por su cercanía con la capital. Gracias a esto el municipio es un notable centro industrial.
| Año   | Empresa | Comentarios                                                                                |
| ----- | --- | ------------------------------------------------------------------------------------------ |
| 1943  | Hojalata y Lámina, S.A. (HYLSA)                                                                                    | Inició una etapa de desarrollo que representó retos y un cambio de vida para su población. |
| 1945  | Talleres Universales                                                                                               |                                                                                            |
| 1946  | Tráilers Monterrey, S.A. y Tonelera del Norte                                                                      |                                                                                            |
| 1948  | Cuprum, S. A. y la Troqueladora Industrial                                                                         |                                                                                            |
| 1953  | Gamesa, S. A. y la Tenería Regiomontana                                                                            |                                                                                            |
| 1954  | Metales Industrializados, S. A.                                                                                    |                                                                                            |
| 1956  | Conductores Monterrey, S. A., Papelera Maldonado, S. A. y Transportes Barreda                                      |                                                                                            |
| 1960  | Tambores Monterrey, S.A.                                                                                           |                                                                                            |
| 1971  | Multilec, S.A., Bolsas Maldonado, Acabados Automotrices, S.A. y Empaques Flexibles, S.A.                           |                                                                                            |
| 1971- | KIR Alimentos, S.A., Plásticos IGA, S.A., Empacadora Ponderosa, S.A., Indalum, S.A., Incarmex, S.A. y Mekano, S.A. |                                                                                            |

### Desarrollo comercial
En los años 70, San Nicolás aumentó su reputación como un buen lugar para vivir, y el municipio experimentó una oleada de construcción de viviendas. Este auge de construcción de viviendas fue posible porque había una gran cantidad de tierras disponibles dentro del territorio de la ciudad. En los años 1980 varias fábricas se trasladaron a otros municipios, principalmente hacia el norte, en particular en Apodaca, una zona que todavía está dentro de la ¨Zona Metropolitana de Monterrey¨, pero lejos del Centro.
A finales de los años 1980 y principios de los 90 fueron construidos grandes centros comerciales para servir a la población general. Entonces por primera vez el comercio fue la actividad económica predominante en lugar de la producción industrial. Los centros comerciales más importantes son: Paseo La Fe, Centro Comercial La Fe (ambas al este), y Plaza Fiesta Anáhuac (sur). a San Nicolás se le considera el quinto municipio industrial del país y el sexto en calidad de vida.

## Metro

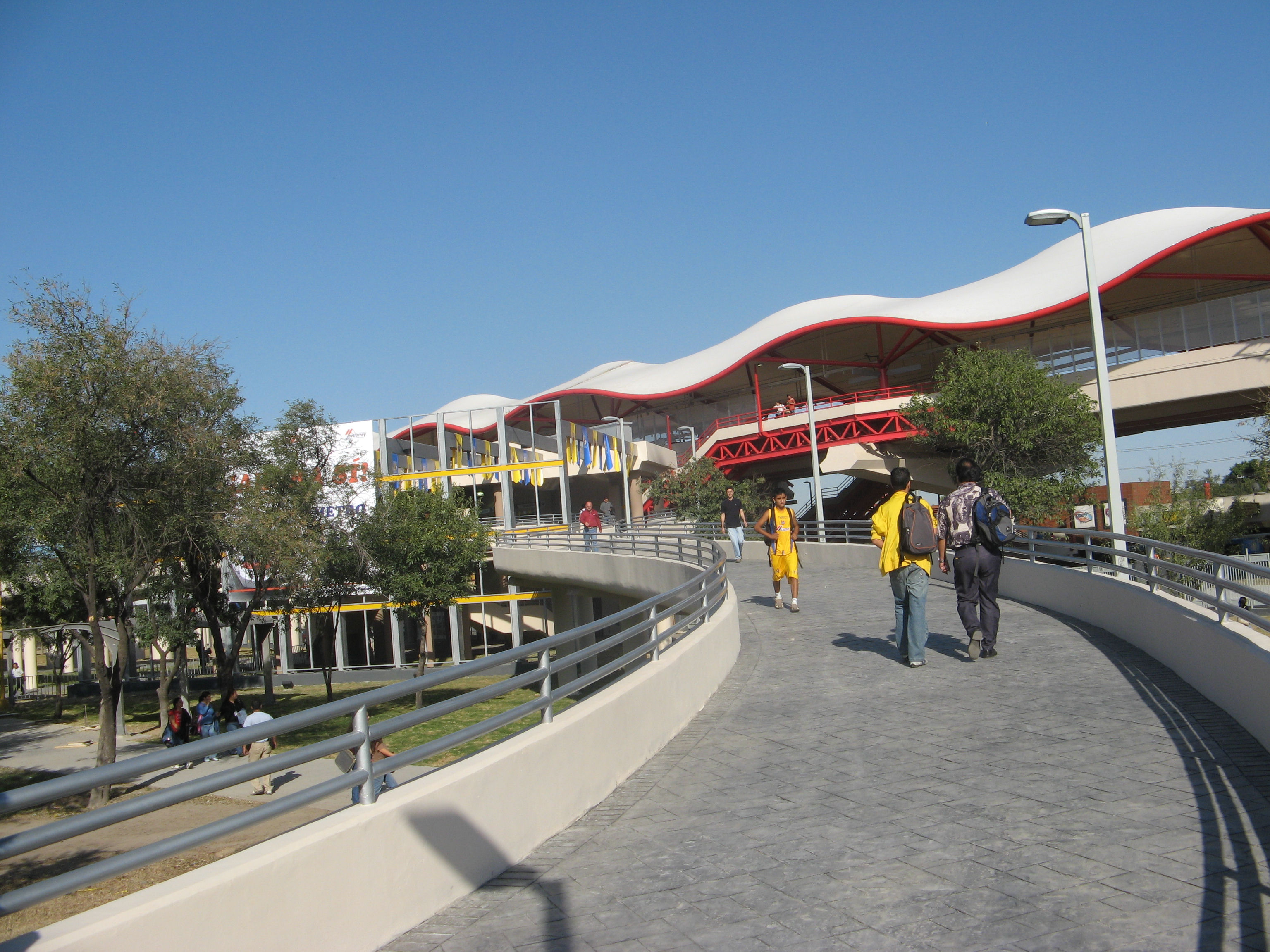
Exterior de la estación Universidad.

Metrorrey es una empresa pública, es un sistema de trenes ligeros eléctricos presente en la ciudad de Monterrey, en el estado de Nuevo León, México. El Metro principalmente da servicio al área metropolitana de Monterrey.
En el municipio de San Nicolás de los Garza, la Línea 2 del Metro presta servicio a este municipio desde la estación Sendero que se encuentra en los límites de San Nicolás y el municipio de Escobedo hasta la estación Universidad que como su nombre lo dice se encuentra en las afueras y parte del interior de la Universidad Autónoma de Nuevo León y esta estación presta servicio a los estudiantes de la Universidad. 
Las estaciones que se encuentran en este municipio son: 
 Línea 2: Sendero - General Ignacio Zaragoza 
- Sendero, estación de enlace con TransMetro
- Santiago Tapia
- San Nicolás, estación de enlace con TransMetro
- Anáhuac
- Universidad

## Deportes
| Equipo            | Deporte                        | Competición | Estadio                | Creación |
| ----------------- | ------------------------------ | ----------- | ---------------------- | -------- |
| Tigres            | Fútbol                         | Liga MX     | Estadio de la U.A.N.L. | 1960     |
| Auténticos Tigres | Fútbol americano universitario | ONEFA       | Estadio Gaspar Mass    | 1945     |

San Nicolás es la sede de varios equipos de diferentes ramos del deporte, en el fútbol, cuenta con un equipo profesional, los Tigres de la UANL, teniendo como casa al Estadio Universitario (UANL) Estadio Universitario. En la actualidad existen cuatro albercas olímpicas y dos semiolímpicas, 10 unidades deportivas con gimnasios y otras áreas cubiertas, así como espacios abiertos para fútbol, béisbol, softbol, tenis, etc. Existen además las escuelas deportivas, que brindan programas de iniciación deportiva (para niños de 1 y medio a 5 años), así como deporte adaptado y para las personas de la tercera edad.
Entre los equipos que destacan en San Nicólas se encuentra el de Natación, siendo actualmente entrenador el Lic. Luis F. Guajardo Martínez. El equipo nicolaita participa en campeonatos tanto nacionales, como internacionales así como campeonatos mundiales, con la nadadora Ma. Fernanda Richaud Leyva. 

### Educación
En este municipio se encuentra el campus principal de la Universidad Autónoma de Nuevo León: la Ciudad Universitaria (CU), con una superficie aproximada de 67.630.000 metros cuadrados. Esta universidad es la tercera más grande de México y es una de las escuelas más reconocidas del país, clasificada por Reader's Digest-AC Nielsen Survey 2005 como "la mejor universidad (pública y privada) en la región noreste de México". El sistema UANL cuenta con 26 colegios (facultades), 22 divisiones de postgrado, 25 escuelas preparatorias (en toda la zona metropolitana de Monterrey), 1 centro de educación bilingüe y 3 escuelas preparatorias técnicas. 
Así mismo, en el municipio, se encuentran dos preparatorias de la UANL: la Preparatoria 16 y la Preparatoria n.º 7.

## Turismo

### Museo San Nicolás (MUSAN)
Las instalaciones se encuentran dentro del Gran Parque Don Luis J. Prieto González. Cuenta con cinco salas temáticas: Existir en el Universo, Habitar en la tierra, Convivir con el Otro, Ser…yo y Reflexionar, una ludoteca, dos salones multiusos, cafetería, sala de juntas, auditorio, salón de exposiciones y tienda de recuerdos.

### Área Natural Protegida Cerro del Topo Chico
El Cerro del Topo Chico se ubica al oeste del municipio de General Escobedo en el límite con el municipio de Monterrey y San Nicolás de los Garza, tiene una altitud de 1,175 m s. n. m.